# Беррі Пікерінг
Беррі Пікерінг (англ. Barry Pickering; нар. 12 грудня 1956, Нова Зеландія) — новозеландський футболіст, воротар.

## Клубна кар'єра
Футболом розпочав займатися з 6-річного віку у клубі «Петоне»,де також виступав на позиції нападника. До першої команди клубу приєднався 1973 року. За перші два сезони у складі «Петоне» відзначився 17-а голами, після чого перейшов на позицію воротаря.
У 1977 році перейшов до представника першого дивізіону «Стоп Аут», якому допоміг стати віце-чемпіоном Нової Зеландії. По завершенні сезону 1980 року покинув команду, у 1981 році перейшов у «Крайстчерч Юнайтед», в якому провів один сезон. У 1982 році приєднався до «Мірамар Рейнджерс», того ж року допоміг команді дійти до фіналу кубку Нової Зеландії. У 1986 році знову ст віце-чемпіоном Нової Зеландії, після чого через численні травми завершує кар'єру футболіста. Після цього Беррі повертається в «Петоне» на посаду тренера першої команди. У 1987 році виступав за «Гатт Веллі Юнайтед», команду, створену внаслідок об'єднання клубів «Лоуер Гатт Сіті», «Петоне» та «Стоп Аут».
Після цього продовжував виступати за «Петоне» до 47-річного віку. У 1994 року приєднався до керівництва клубу, а в період з 1999 по 2003 рік працював президентом «Петоне». З 2006 року знову працює в структурі клубу, де тренує воротарів команди.

## Кар'єра в збірній
У футболці національної збірної Нової Зеландії дебютував 1 жовтня 1978 року в переможному (2:0) поєдинку проти Сінгапуру. Поїхав на чемпіонат світу 1982 року. Востаннє футболку національної команди одягав 31 березня 1984 рокув переможному (2:0) поєдинку проти Малайзії. Загалом у футболці збірної Нової Зеландії зіграв 20 матчів, 11 з яких — офіційні.

## Досягнення
«Стоп Аут»
- Чемпіонат Нової Зеландії
  -  Срібний призер (1): 1977

«Мірамар Рейнджерс»
- Чемпіонат Нової Зеландії
  -  Срібний призер (1): 1986

- Кубок Нової Зеландії
  -  Фіналіст (1): 1982